# Anno 1701
Anno 1701 (с англ. — «В 1701 году») — компьютерная игра в жанре стратегии классической экономической модели немецкой игровой школы.

## Обзор
Отважный мореплаватель с разрешения королевы основывает на необитаемом острове колонию. Ему надо спасать свою колонию от пиратов и напастей природы, а также обеспечивать жителей всем, что им надо.
Игрок может выбрать цвет своей деревни, чтобы она отличалась от деревень других персонажей. Этот цвет представлен в виде флага, который вьётся на флагштоке над центром деревни, на кораблях игрока, этого цвета будет одежда армии игрока и т. д.

### Экономика
Экономический оборот состоит в следующем: жилые здания (то есть жители) «производят деньги» (в зависимости от уровня налогообложения) и потребляют товары; производственные здания производят товары (из сырьевых ресурсов) и потребляют деньги. На одном острове никогда не бывает всех необходимых видов сырья, поэтому игрок должен вести деятельность на многих островах, организуя между ними торговые маршруты. Производственные комплексы могут быть двух- и трёхзвенными (сырьё-полуфабрикаты-товар); для производства одного вида товара требуется 1-2 вида сырья. Для строительства также необходимы многие товары (такие как кирпич и т. д.). Логистика может быть довольно сложной; чтобы её упростить, можно жилые здания сосредотачивать на 1-2 островах, а на других строить только производственные здания. Можно также вести торговлю и войны с другими персонажами (некоторые товары можно купить только у них).

### Исследования
Чтобы строить ряд зданий, создавать многие виды войск и совершать другие необходимые действия, игрок должен провести соответствующие исследования в школах и университетах.

### Уровни колонии
При достаточном количестве ресурсов колония улучшается до следующего уровня. Всего пять уровней:
- пионеры
- поселенцы
- граждане
- купцы
- аристократы

Чтобы обеспечить переход с одного уровня на другой, необходимо создать комфортные условия для жителей текущего уровня, а также достичь определённого количества жителей. Комфортные условия создаются путём обеспечения жителей всем ассортиментом товаров, строительством общественных зданий (таких как школы, церкви, театры) и разумным уровнем налогообложения.

### Местные культуры
На соседних островах могут обитать различные культуры:
- азиаты
- ацтеки
- индусы
- ирокезы
- пираты

## Отзывы
| Сводный рейтинг | Сводный рейтинг |
| Агрегатор       | Оценка          |
| --------------- | --------------- |
| GameRankings    | 78,34 %         |